# Pornchai Thongburan
Pornchai Thongburan, född 1 juli 1974, är en thailändsk boxare som tog OS-brons i lätt mellanviktsboxning 2000 i Sydney. I semifinalen förlorade han mot rumänske Marian Simion med 16-26.